# Marsha Ivins
Marsha Sue Ivins (Baltimore, 15 april 1951) is een voormalig Amerikaans ruimtevaarder. 
Ivins haar eerste ruimtevlucht was STS-32 met de spaceshuttle Columbia en vond plaats op 9 januari 1990. Tijdens de missie werd een Syncom communicatiesatelliet in een baan rond de aarde gebracht.
Ivins maakte deel uit van NASA Astronautengroep 10. Deze groep van 17 ruimtevaarders begon hun training in 1984 en had als bijnaam The Maggots.
In totaal heeft Ivins vijf ruimtevluchten op haar naam staan. Tijdens haar laatste missie STS-98 in 2001 bezocht ze het Internationaal ruimtestation ISS. In 2010 verliet zij NASA en ging zij als astronaut met pensioen. 